# Szakszervezeti Tanács
A Szakszervezeti Tanács (SZT) a szakszervezeti mozgalom központi vezető testülete volt a 19. század végétől 1948-ig.

## Története
A Szakszervezeti Tanács 1891. május 22-én alakult, 1904 óta a szakszervezetek országos koordináló testületeként lépett fel a munkásság érdekeinek képviseletében a munkáltatókkal és az állammal szemben.
A SZT feladata volt a munkásság gazdasági taktikájának kidolgozása – valójában a munkásosztály ipari forradalom utáni kialakulásának elősegítése –, a sztrájkok koordinálása, a szakmai- és ágazati szakszervezetek és egyesületek működésének pénzügyi felügyelete.
A Szakszervezeti Tanácsot a kommunisták és szociáldemokraták 1945 januárjában paritásos alapon szervezték újjá, tiszteletben tartva a szociáldemokráciában kialakult korábbi elveket. A szakszervezetek autonómiája változatlanul megmaradt, de mindkét párt saját hatalmi pozíciójának erősítésére és befolyásának növelésére kívánta felhasználni a Tanácsot. 1945–1946 között még érvényesült a hagyományos szakmai szakszervezetek fenntartásának szociáldemokrata elképzelése, de az ország kommunista átalakításával párhuzamosan az MKP propagandájában 1947 elejétől a szakszervezetek iparági átszervezése került előtérbe.

## Egyéb szervei
A SZT ifjúsági titkársága létrehozta az ifjúmunkás- és tanoncmozgalmat a tanoncok és az ipari tanulók körében végzendő szervezési munkára. A mozgalom felkészítette a fiatalokat a szakszervezeti mozgalom (szociáldemokrácia) alapelveire, az abban való részvételre.

## Megszűnése
A nagyobb, ágazati alapon szerveződő és a kisebb, szakmai szakszervezeteket magukba integráló szakszervezetek megalakulását tovább gyorsította, hogy az 1948 október 17-20. között (az MDP létrejötte után) megrendezett XVII. szakszervezeti kongresszuson bejelentették a tradicionális szociáldemokrata szakszervezetek és a SZT felszámolását, helyettük a szakmai érdekképviseletek iparági átszervezését.
A Szakszervezeti Tanács helyén létrejött a Szakszervezetek Országos Tanácsa.

## Külső hivatkozások
- A Szakszervezeti Tanács (SZT) iratai, Politikatörténeti és Szakszervezeti Levéltár, SZKL 1. f.